# Initiative populaire « contre la clause d'urgence et pour la sauvegarde des droits démocratiques populaires »
L'initiative populaire fédérale « contre la clause d'urgence et pour la sauvegarde des droits démocratiques populaires » (référendum facultatif) est une initiative populaire suisse, rejetée par le peuple et les cantons le 20 février 1938.

## Contenu
L'initiative propose de remplacer l'article 89, alinéa 2 de la Constitution fédérale définissant une « clause d'urgence » par une nouvelle version réservant uniquement la clause d'urgence aux « lois et [..] arrêtés fédéraux votés dans l'intérêt du peuple travailleur par ¾ des membres présents des chambres fédérales ».
Le texte complet de l'initiative peut être consulté sur le site de la Chancellerie fédérale.

## Déroulement

### Contexte historique
La « clause d'urgence » est présente dans la Constitution dès 1874. Elle permet, dans certains cas exigeant une intervention rapide des autorités, d'exclure le référendum permettant ainsi de les faire entrer immédiatement en vigueur, sans avoir à attendre la période de 100 jours pendant lesquels un référendum peut être déposé.
Pendant les années 1930, le gouvernement fédéral recourt très fréquemment, bien que sans réelle nécessité, aux arrêtés urgents, empêchant ainsi le recours populaire au référendum ; ces décisions sont motivées, en particulier jusqu’en 1936, par une politique d'équilibre budgétaire et d'économies.
Cette initiative est la première d'une longue série visant à restreindre ou à supprimer cette clause d'urgence. Ainsi, quelques jours avant cette votation, une seconde initiative sur le même sujet est déposée le mouvement des lignes directrices ; celle-ci sera cependant retirée en 1939 en faveur d'un contre-projet.

### Récolte des signatures et dépôt de l'initiative
La date exacte du début de la récolte des 50 000 signatures nécessaires n'a pas été conservée dans les archives. Le  26 août 1936, l'initiative a été déposée par le parti communiste suisse à la chancellerie fédérale qui l'a déclarée valide le 11 septembre 1936.

### Discussions et recommandations des autorités
Le parlement et le Conseil fédéral recommandent le rejet de cette initiative. Dans son message aux chambres fédérales, le gouvernement met en avant l'incompatibilité de la clause de « l'intérêt du peuple travailleur » avec le principe d'égalité devant la loi en vigueur en Suisse ; de plus il remarque que le champ d'application de cette clause n'est pas clairement délimité pouvant ainsi théoriquement s'appliquer à toute loi ou à tout arrêté.

### Votation
Soumise à la votation le 20 février 1938, l'initiative est rejetée par la totalité des cantons et par 84,8 % des suffrages exprimés. Le tableau ci-dessous détaille les résultats par cantons :

## Effets
Devant le refus de cette initiative et après avoir constaté le peu de résultats du contre-projet, l'union des indépendants dépose, le 7 avril 1938, une troisième initiative sur ce même thème, appelée « Initiative populaire 'concernant la réglementation constitutionnelle du droit d'urgence' » est déposée par l'union des indépendants et qui sera retirée deux ans plus tard, son objectif ayant été rempli par l'adoption d'une règle à ce sujet par le Parlement. En 1948, c'est au tour de la ligue vaudoise de déposer quasi-simultanément deux initiatives ; si la seconde, appelée Pour le retour à la démocratie directe est retirée à la suite d'un contre-projet indirect, la première, intitulée Retour à la démocratie directe, est acceptée en votation le 11 septembre 1949 contre l'avis du Conseil fédéral et du Parlement et fixe un cadre législatif lié à l'utilisation de la clause d'urgence.
Lors de la révision de la Constitution fédérale en 1999, la notion d'arrêté fédéral urgent disparait pour être renommée en « Législation d’urgence » dont la définition et les règles, définies dans l'article 165 de la Constitution, sont en tout point pareils.